# Prisma

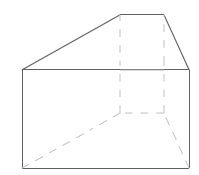
Um prisma

Um prisma é o sólido geométrico formado pela união de todos os segmentos de reta congruentes e paralelos a um segmento dado, com uma extremidade nos pontos de um polígono fixo não paralelo a esse. Ou seja, um prisma é um poliedro com duas faces congruentes e paralelas (bases) e cujas demais faces (faces laterais) são paralelogramos. Os prismas são classificados de acordo com a forma de suas bases. Por exemplo, se temos pentágonos nas bases, teremos um prisma pentagonal. O prisma pode ser classificado em reto quando suas arestas laterais são perpendiculares aos planos das bases, e oblíquo quando não são.

## Definição

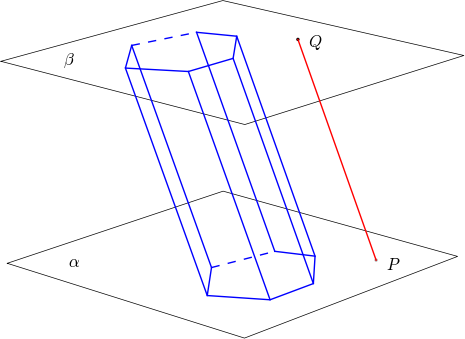
Ilustração da definição.

Um prisma (limitado) é o sólido geométrico formado pela união de todos os segmentos de reta congruentes e paralelos a um segmento dado {\displaystyle {\overline {PQ}}} (chamado de segmento de reta suporte), com uma extremidade nos pontos de um polígono fixo não paralelo a {\displaystyle {\overline {PQ}}} . Desta forma, o sólido formado é um poliedro com duas faces congruentes e paralelas (chamadas de bases) e cujas demais faces (chamadas faces laterais) são paralelogramos.
O termo prisma também pode significar prisma ilimitado, que é o sólido formado pela união de todas as retas paralelas a uma reta dada {\displaystyle r}  e que interceptam um polígono fixo não paralelo a {\displaystyle r}. Salvo menção, usaremos o termo prisma para significar um prisma limitado.

### Elementos
Um prisma {\displaystyle n}-poligonal é formado por duas bases congruentes e paralelas, {\displaystyle n} faces laterais, {\displaystyle 3n} diedros, {\displaystyle 3n} arestas, {\displaystyle 2n} triedros e {\displaystyle 2n} vértices. Em um espaço orientado, as bases são comumente classificadas em base inferior ou superior, conforme a orientação dada.

### Classificação

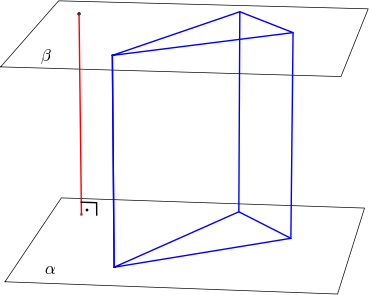
Prisma triangular reto.

Os prismas são classificados conforme as propriedades dos polígonos que formam suas bases. Assim, prismas de bases convexas são chamados de prismas convexos. Prismas triangulares, quadrangulares, pentagonais, {\displaystyle n}-poligonais, são aqueles cujas bases são triângulos, quadriláteros, pentágonos, polígonos com {\displaystyle n} lados, respetivamente.
Prismas quadrangulares seguem classificação específica. Um prisma cujas bases são paralelogramos é chamado de paralelepípedo. Um paralelepípedo cujas arestas são todas congruentes entre si é chamado de romboedro.
Os prismas também são classificados quanto ao ângulo que a reta suporte faz com os planos que contém suas bases. Ou seja, um prisma é dito ser oblíquo quando sua reta suporte faz um ângulo oblíquo com os planos das bases. É dito ser reto quando a reta suporte faz um ângulo reto com os planos das bases. Neste caso, as faces laterais são retângulos. Especificamente, um romboedro reto cujas bases são retângulos é chamado cubo.
Além disso, um prisma reto cujos polígonos das bases são regulares é chamado de prisma regular.

### Altura
A altura de um prisma é a distância entre suas bases.Desta forma, observamos que a altura de um prisma reto é igual ao comprimento de qualquer uma de suas arestas laterais.

## Área da superfície
A superfície (total) de um prisma é a união de todas as suas faces. A união apenas de suas faces laterais é chamada de superfície lateral. A área da superfície lateral {\displaystyle A_{l}} é a soma das áreas de cada face lateral do prisma. A área da superfície total {\displaystyle A_{T}} é dada por:
{\displaystyle A_{T}=A_{l}+2A_{b}}
onde, {\displaystyle A_{b}} é a área de qualquer uma das bases do prisma.

## Volume
O volume {\displaystyle V} de um prisma é dado por:
{\displaystyle V=A_{b}h}
onde, {\displaystyle A_{b}} é a área de qualquer uma de suas bases e {\displaystyle h} é sua altura.